# 堂島孝平
堂島 孝平（どうじま こうへい、1976年2月22日 - ）は、日本のシンガーソングライター。ソニー・ミュージックアーティスツ所属。

## 来歴
大阪府大阪市に生まれ、茨城県取手市で育つ。幼少時よりピアノを習い、14歳のときギターを始める。茨城県立取手松陽高等学校在学中に「ヨコハマハイスクール HOT WAVE Festival」で注目されたのがきっかけで、1995年『俺はどこへ行く』で日本コロムビアより18歳でメジャーデビュー。同年1stアルバム『僕は僕なりに夢を見る』をリリース。
6thシングル『ロンサムパレード』がFMのパワープレイに選ばれて注目され、7thシングル『葛飾ラプソディー』がアニメ『こちら葛飾区亀有公園前派出所』の初タイアップ曲となる。また、2000年頃から数年間、エーザイ「チョコラBB」のCMソングを手掛けた（「Pure」、『Sky Driver 〜1st anthorogy〜』収録）。
2003年にレコード会社を徳間ジャパンコミュニケーションズへ移籍、2007年にはバップへ移籍。そして2011年にはテイチクエンタテインメント内のJ-POPレーベル、インペリアルレコードへ移籍。移籍後まもなく初のオールタイムベストアルバムを発表する。
2000年から、「堂島孝平×GO-GO KING RECORDERS（DJKH×GGKR）」としてバンドを結成。「DDKH×GGKR」名義でシングル、アルバムも数枚出しており、このころから作詞作曲だけでなく編曲にも参加、担当するようになる。
以降「堂島孝平×GO-GO KING RECORDERS」だけでなく、「堂島孝平×Hi-Tension Please!」、「堂島孝平楽団」、「YO-KING×堂島孝平（KING & PRINCE）」「ヒックスヴィルと堂島孝平」など多数のユニットを結成し音楽活動を行っている。
シンガーソングライターとしての活動のほか、KinKi Kidsを始めとした他のアーティストへの楽曲提供、テレビ番組『トリビアの泉 〜素晴らしきムダ知識〜』の音楽監督、『脳内エステ IQサプリ』のBGM制作、『堂本兄弟』で毎週レギュラー出演するなど多方面で活動する。2009年6月からは池田貴史（100s/レキシ）とトークイベント「チカゴーロ・ドナーノ」を開催している。
2007年には、第61回福岡国際マラソンのラジオ実況中継テーマソング「STEP BY STEP」を歌った。
2013年12月26日、一般女性と結婚したことをオフィシャルウェブサイトを通して発表。
2014年5月末で閉館となる吉祥寺バウスシアターのクロージング作品の1つとして劇場公開された『さよならケーキとふしぎなランプ』では俳優に初挑戦し、主演を務めた。

## 人物
音楽性としてはジャズやネオアコ、ソウル、ラテン等を飲み込みつつJ-POPとして昇華し、いわゆるシティポップ等にカテゴライズされる存在。また、rockin'onのコラム内で「時代性×普遍性、アーティスト性×アイドル性を絶妙なバランス感覚で楽曲に落とし込むことができる優れたポップマエストロ」と評される。アーティストの個性やキャラクターと高い音楽性をバランスよく結びつけるセンスでロックバンドから男性シンガー、アイドル、アニメソングまで幅広いフィールドで活躍している。
自他共に認めるサンフレッチェ広島の熱烈なサポーターであり、エディオンスタジアム広島でのミニ・ライヴやファン感謝デーへのゲスト出演を経てサンフレッチェ広島のマスコットキャラクターサンチェのテーマ曲「サンチェたいそう」を制作。2017年2月25日にエディオンスタジアム広島で行われるJ1開幕節・vs新潟戦で初披露。
ハロー!プロジェクトのアイドルグループアンジュルムのファンであり、実際にハロー!プロジェクトのコンサートにも足を運んでいる。2022年1月4日に放送された『ハロヲタのオールナイトニッポン』にもでか美ちゃん、岩尾望、市川紗椰と共にハロヲタとして出演した。

## 交友関係
バカリズムとはかねてより親交が深く、2014年3月26日発売のアルバム『フィクション』のリード曲である「俺は、ゆく」のMVではバカリズムが主演を務めたり、堂島孝平楽団のステージにゲストボーカルとして出演した。また、バカリズムの番組『もう!バカリズムさんのH!』（NOTTV）にゲスト出演し、後継番組である『もう!バカリズムさんのドH!』（NOTTV）と『もう!バカリズムさんの超H!』（フジテレビONE）にはレギュラー出演している。
KinKi Kidsとは2000年発売のアルバム『D album』に収録されている「Misty」を提供して以降、数々の作品を提供。2人が司会を務める番組『堂本兄弟』にレギュラー出演したり、ツアーやPVにも出演するなど音楽的つながりが深い。2016年からは製作として共同プロデュースにも名を連ねており、2人からは「3人目のKinKi Kids」と言われることもある。

## ディスコグラフィー

### シングル

#### 配信限定シングル
|     | 発売日         | タイトル | 備考 |
| --- | -------------- | -------- | ---- |
| 1st | 2019年8月7日   | 頬       |      |
| 2nd | 2019年9月27日  | やや群青 |      |
| 3rd | 2019年10月30日 | 亡霊     |      |
| 4th | 2021年2月17日  | 月光地帯 |      |
| 5th | 2021年4月21日  | 氷結地点 |      |

### 参加作品
- 「HOT WAVE FESTIVAL 15th ANNIVERSARY Teenage Story 〜BEST SELECTION Vol.1〜」（1994年）
  - 「彼女はヤキモチ焼き」
  - 「高校時代」
  - 「何もかも忘れROCK'N ROLL」堂島孝平 & YHFスタッフ名義
- 「ナイアガラで恋をして Tribute to EIICHI OHTAKI」（2002年）大瀧詠一トリビュート・アルバム
  - 「君は天然色」堂島孝平 × GO-GO KING RECORDERS名義
- 「キンキー・ブート ～トリビュート・トゥ・ザ・キンクス」（2002年）キンクストリビュート・アルバム
  - 「ローラ」堂島孝平 × GO-GO KING RECORDERS名義
- 「Gentle Guitar Dreams」（2002年）
  - 「HERE COMES THE SUN」
- 「Broken Words and Music」（2005年）青山陽一
  - 「世にも奇妙な女 (guitars version)（with堂島孝平）」
- 「GO-GO KING RECORDERS ORIGINAL RECORDINGS vol.1」（2006年）GO-GO KING RECORDERS
  - 「Pretty Little Dino」堂島孝平 × GO-GO KING RECORDERS
- 「Voice Colores 〜あなたといたころ〜」（2007年）
  - 「恋はいつも幻のように」かの香織 featuring 堂島孝平名義
- 「Tribute to ELVIS COSTELLO」（2007年）
  - 「OLIVER'S ARMY」
- 「Niagara AUTUMN & WINTER」（2007年）
  - 「座 読書」堂島孝平楽団名義
- KinKi Kids
  - 「Secret Code」編曲で参加、また堂島孝平楽団の一員でバックバンドとしても参加…メンバーはSecret Codeの項を参照（2008年）
- 一緒にうたおう!NHKみんなのうた 〜大人Ver.〜（2008年）
  - 「南の島のハメハメハ大王」ヒックスヴィルと堂島孝平名義
  - 「メッセージソング」堂島孝平ソロ
- 家族時間 〜NHKみんなのうたカバー集〜（2008年）
  - 「小犬のプルー」
- 「魔法の領域」（2008年）杉真理
  - 「君のParadise」杉真理 & 堂島孝平名義
  - 「Good News」杉真理 & 堂島孝平名義
- 「CARAMELBOX CHRISTMAS ALBUM WHITE」（2008年）CARAMELBOX
  - 「真冬の鼓動」堂島孝平 & CARAMELBOX名義
- 「エンジェル・イヤーズ・ストーリー e.p」（2010年）CARAMELBOX
  - 「Follow You」堂島孝平 & CARAMELBOX名義
- 「ロフトプラスワン 公式サウンドトラック VOL.1」（2010年）
  - 「チカゴーロ・ドナーノのテーマ」ドナーノ兄弟（堂島孝平×池田貴史）名義
- 『Golden Circle』（2010年）Golden Circle of Friends
  - 「ウタガデキタヨ」小田和正・スキマスイッチ・堂島孝平・寺岡呼人名義
- 「サンタクロースが歌ってくれた 2010」（2011年）CARAMELBOX
  - 「白く染まれ」堂島孝平 & CARAMELBOX名義
- 「Gospel」（2011年）沖祐市
  - 「街の灯り 〜Citylights」沖祐市 feat. 堂島孝平名義
  - 「Sweet Distance」沖祐市 feat. 堂島孝平名義
- 「レキツ」（2011年）レキシ
  - 「妹子なぅ feat. マウス小僧JIROKICHI（堂島孝平）」
- 「何ニモ負ケズ/NaninimoMakezu 〜songs for children from ARABAKI〜」（2011年）
  - 「ARABAKI SONG」つじあやの + 堂島孝平名義
- 「奥田民生・カバーズ2」（2013年）
  - 「夕陽ヶ丘のサンセット」住岡梨奈 + 堂島孝平 × A.C.E.名義
- 「セカンド」（2016年）初恋の嵐
  - 「あの娘のことば feat. 堂島孝平」
- 「Thank you, ROCK BANDS! 〜UNISON SQUARE GARDEN 15th Anniversary Tribute Album〜」（2019年）UNISON SQUARE GARDEN
  - 「シュガーソングとビターステップ」（歌：堂島孝平、リアレンジ：堂島孝平・sugerbeans）
- 「Duets」（2021年）坂本真綾
  - 「あなたじゃなければ」坂本真綾 × 堂島孝平名義（作詞・作曲・編曲：堂島孝平）
- 「ima」（2022年）眉村ちあき
  - 「フリースタイルハンドメイド」眉村ちあき＆堂島孝平[25]

## 楽曲提供
アイドリング!!!
- 「Like a Shooting Star」 - （作詞・作曲）

アンジュルム
- 「愛すべきべき Human Life」 - （作詞・作曲）
- 「行かなくちゃ」（竹内朱莉） - （作詞・作曲）
- 「光のうた」 - （作詞・作曲）

青山陽一
- 「世にも奇妙な女」 - （共作詞）

飯塚雅弓
- 「恋の色」 - （作曲）
- 「かさぶたの恋」 - （共作詞・作曲）
- 「月と帰り道」 - （共作詞・作曲）
- 「remember」 - （作曲）
- 「とびたつ季節」 - （作曲）
- 「聴かせてよ君の声」 - （作曲）
- 「ぎゅっと。」 - （作曲）
- 「∞Infinity∞」 - （作曲）
- 「moonless」 - （作曲）
- 「0％」 - （作曲）
- 「願い」 - （作曲）
- 「Berry Berry Christmas★」 - （作曲）
- 「HONEY BEE」 - （作詞・作曲）[26]
- 「まわりだす気持ち」 - （共作詞・作曲）
- 「Only You☆」 - （共作詞・作曲）
- 「いまここで」 - （共作詞・作曲）
- 「忘れない。」 - （作曲）
- 「forever」 - （作曲）
- 「君へ。。。」 - （作曲）

太田裕美
- 「DO I DO, YOU DO」 - （共作詞・作曲）

OKAMOTO'S
- 「WENDY」 - （アレンジ・プロデュース）[26]

オレスカバンド
- 「自転車」 - （共作曲・共編曲）
- 「街を出るよ」 - （共作曲・共編曲）
- 「ブルーバード」 - （作曲）

乙葉
- 「一秒のリフレイン」 - （共作詞・作曲）
- 「おっとっと☆はっはっはブギ」 - （共作詞・作曲）
- 「ずっと胸が痛い」 - （作詞・作曲）

川村結花
- 「ハッピー・バースデイ、僕」 - （共作詞・共作曲）

神谷浩史
- 「mille crepe」 - （作詞・作曲）

倉橋ヨエコ
- 「バルンの不思議な旅」 - （作詞・作曲）

郷ひろみ
- 「できるだけ、」 - （作詞）

坂本真綾
- 「レコード」 - （作曲）
- 「あなたじゃなければ」 - （作詞・作曲・編曲・歌唱）
- 「Anything you wanna be」（編曲）
- 「空中庭園」（作詞・作曲・編曲）

THE COLLECTORS
- 「特別さジニー」 - （作詞・作曲・共編曲）[26]

柴田英嗣
- 「だまって俺についてこい」 - （作詞・作曲・編曲）

杉真理
- 「君のParadiese」 - （共作詞・共作曲・共編曲）
- 「Good News」 - （共作詞・共作曲・共編曲）

鈴木みのり
- 「ちいさなみのり」 - （作詞・作曲・編曲・演奏）
- 「心が、青い。」 - （作詞・作曲）
- 「まいっちゃう」 - （作詞・作曲・編曲）

鈴村健一
- 「東京」（作曲）

住岡梨奈
- 「THE 意識」 - （作詞・作曲・編曲）
- 「センチメンタル」 - （編曲）
- 「鮮やかにいきたい」 - （作詞）
- 「25の瞳」 - （共作詞・作曲・編曲）

チン☆パラ
- 「Special Mind」 - （共作曲）

椿鬼奴
- 「運命のリビルド」  - （作詞・作曲・共編曲）
- 「Brace yourself」 - （作曲・共編曲）
- 「MOODY MOON」  - （作詞・作曲・共編曲）
- 「偽りの新銀河」 - （共作曲・共編曲）
- 「Galactic Galapagos」 - （作曲・共編曲）

9nine
- 「悲しみはいつか羽になる」 - （作曲）
- 「チョコレート革命」 - （作曲）

南波志帆
- 「楽園にて」 - （作詞）

藤井隆
- 「Dark Night」 - （作詞・作曲）[27]

藤井フミヤ
- 「破滅のバラッド」 - （作曲）[26]

みつき
- 「キズナ」 - （作曲）

安野希世乃
- 「悲劇なんて大キライ」 - （作詞・作曲・編曲）
- 「Wonder Shot」（作詞・作曲）[28]
- 「エイリアンボーイ」（作詞・作曲）

redballoon
- 「気まぐれなオレンジ」 - （作詞）
- 「ヤングクリーチャーズ」 - （作詞）

Negicco
- 「愛、かましたいの」 - （作詞・作曲）[26]

### ジャニーズ事務所関連
- A.B.C-Z
  - 「Black Sugar」 - （作詞・作曲）[12]
  - 「OVERHEAT」 - （作詞・作曲・共編曲）[29]
- KinKi Kids
  - 「Misty」 - （作詞・作曲）
  - 「こたえはきっと心の中に」 -（作詞・作曲・編曲）
  - 「いつも僕は恋するんだろう」 - （作詞・作曲）
  - 「カナシミ ブルー」 - （作詞・作曲）[26]
  - 「永遠のBLOODS」 - （作曲）
  - 「黒い朝・白い夜」 - （作詞・作曲）※堂本剛ソロ曲
  - 「Secret Code」 - （共編曲）
  - 「もっともっと」 - （編曲）
  - 「きみとぼくのなかで」 - （作詞・作曲・編曲）
  - 「キラメキニシス」 - （作詞・作曲）
  - 「SPEAK LOW」 - （作詞・作曲・編曲）
  - 「Alright!」 - （作詞・作曲・編曲）
  - 「naked mind」 - （作詞・編曲）
  - 「モノクローム ドリーム」 - （作詞・作曲・コーラスアレンジ）
  - 「星見ル振リ」 - （編曲）
  - 「陽炎 〜Kagiroi」 - （共作曲）
  - 「夜を止めてくれ」 - （作詞・作曲）
  - 「なんねんたっても」 - （作詞・作曲・コーラスアレンジ）
  - 「Pure Soul」 - （作詞・編曲）
  - 「Shiny」 - （作詞・作曲）
  - 「Topaz Love」 - （編曲・ストリングスアレンジ）[30]
  - 「DESTINY」 - （共編曲・ストリングスアレンジ）[30]
  - 「彗星の如く」 - （作詞・作曲・共編曲）[31]
  - 「DEEP DIVE」 - （作詞・作曲・コーラスアレンジ）
  - 「Slash」 - （作詞）
  - 「アン/ペア」 - （作詞・作曲・コーラスアレンジ）
  - 「SQUALL」 - （作詞・作曲）
  - 「群青の日々」 - （作詞・編曲）
  - 「Precious Memories」 - （作詞・作曲）
  - 「Endless Promise」 - （作詞）
  - 「X-Day」 - （作詞・作曲・共編曲）
  - 「BANANA」 - （作詞・作曲・共編曲）
  - 「FREAKY FUNKY NIGHT」 - （共編曲）
  - 「One of a kind」 - （作詞・作曲・共編曲）
  - 「無重力みたいな愛」 - （作曲・編曲・ブラスアレンジ）
  - 「シュレーディンガー」 - （共編曲）
  - 「消えないトーチライト」 - （作詞・作曲・編曲）
- 堂本光一
  - 「Way To Dark」 - （作詞・作曲・共編曲）
- 堂本剛
  - 「さよならアンジェリーナ」 - （共編曲）
  - 「Luna」 - （共編曲）
- Sexy Zone
  - 「レディ・スパイシー」 - （作詞・作曲）
  - 「Miss Mysterious」 - （作詞・作曲）
  - 「HIT THE HEARTBEAT」 - （作詞・作曲）[26]
- 山下智久
  - 「風を受けて走れ」 - （作詞・作曲）
- ふぉ〜ゆ〜
  - 「Everything 4 You」（作詞・作曲）[32]
  - 「そばにBuddy」（作詞・作曲）[33]

### アニメ・ゲーム関連
あんさんぶるスターズ!
- 「君印 Be Ambitious!!」 - （作曲）

よなよなペンギン
- 「アミーゴペンギン」 - （作詞・作曲・共編曲）
- 「デビル4兄弟のテーマ〜ブチ壊したいTPO〜」 - （作詞・作曲・共編曲）

ワルキューレ
- 「涙目爆発音」 - （作詞・作曲）[26]
- 「無限大DRIVE」 - （作詞・作曲・編曲）
- 「つらみ現在進行形」 - （作詞）

## 出演

### ラジオ
- 堂島孝平のオールナイトニッポン（1995年10月 - 1996年4月、ニッポン放送）
- 金曜ワラッター（1996年 - 1999年9月、青森放送）
- Next Go Round（1997年10月、NACK 5） - マンスリーDJ
- 堂島孝平 SUGAR2000（2000年4月 - 、K-mix・FM愛知・広島FM）
- 文化放送ライオンズナイタースペシャル 日本を音楽でアゲる！『堂島孝平の120分ラジオ』（2020年5月13日、文化放送）[34]

### PV
- KinKi Kids
  - Secret Code（2008年）[35]
  - 薔薇と太陽（2016年）[35]
  - DESTINY（2018年）[30]
  - KANZAI BOYA（2020年）[36]
  - 彗星の如く（2020年）[31]

### テレビ
- 堂本兄弟（2002年4月 - 2003年3月、フジテレビ）
- もう!バカリズムさんのH!（2013年12月 - 2014年2月、NOTTV）
  - もう!バカリズムさんのドH!（2014年4月 - 2016年6月、NOTTV）
  - もう!バカリズムさんの超H!（2017年3月 - 、フジテレビONE）

### 映画
- さよならケーキとふしぎなランプ（2014年4月26日公開、ブラウニー） - 主演・このぎし 役[37]

### 舞台
- 劇団鹿殺し15周年記念公演 名無しの侍（2016年7月16日 - 24日、サンシャイン劇場 / 7月28日 - 31日、ナレッジシアター）[38]

### CM
- 三井住友銀行（2016年） - ミドすけの声[39]

### 配信ドラマ
- 寝ないの? 小山内三兄弟「主題歌をあの人に作ってもらいます」編（2019年7月4日 - 配信開始） - 堂島孝平 役[40]